# Stora Värtan
59°24′59.184″N 18°8′15.868″Ø / 59.41644000°N 18.13774111°Ø
Stora Värtan er et sund i Stockholms indre skærgård. Det ligger mellem Djursholm, Täby, Bogesundslandet og Lidingö, i kommunerne Danderyd, Lidingö, Täby, Vaxholm og Österåker.
Sundet er ca. 3 km bredt i øst-vestlig retning og ca. 6 km i nord-sydlig retning. Omkring sundet er der mange vige, samt flere øer, blandt andre Tornön, Bastuholmen, Lilla Skraggen, Stora Skraggen, hvor der ligger et aktivt skibsværft, samt Storholmen, hvor Stora Värtan går over i Askrikefjärden. Til trods for at øen mangler vejforbindelse, er Storholmen beboet året rundt. På Råholmen mødes kommunegrænserne mellem Täby, Österåker, Vaxholm og Danderyd.